# Бискупице (Краковский повет)
Бискупи́це (пол. Biskupice) — село в Польше в сельской гмине Ивановице Краковского повета Малопольского воеводства.
В 1975—1998 годах село входило в состав Краковского воеводства.

## Население
По состоянию на 2013 год в селе проживало 375 человек.
| 2010 | 2013 |
| ---- | ---- |
| 373  | 375  |

Данные переписи 2013 года:
| Перепись  | Всего   | Всего | Женщины | Женщины | Мужчины | Мужчины |
| --------- | ------- | ----- | ------- | ------- | ------- | ------- |
| Единицы   | человек | %     | человек | %       | человек | %       |
| Население | 375     | 100   | 183     |         | 192     |         |